# Dionysius Florianu von Oltrákovicza

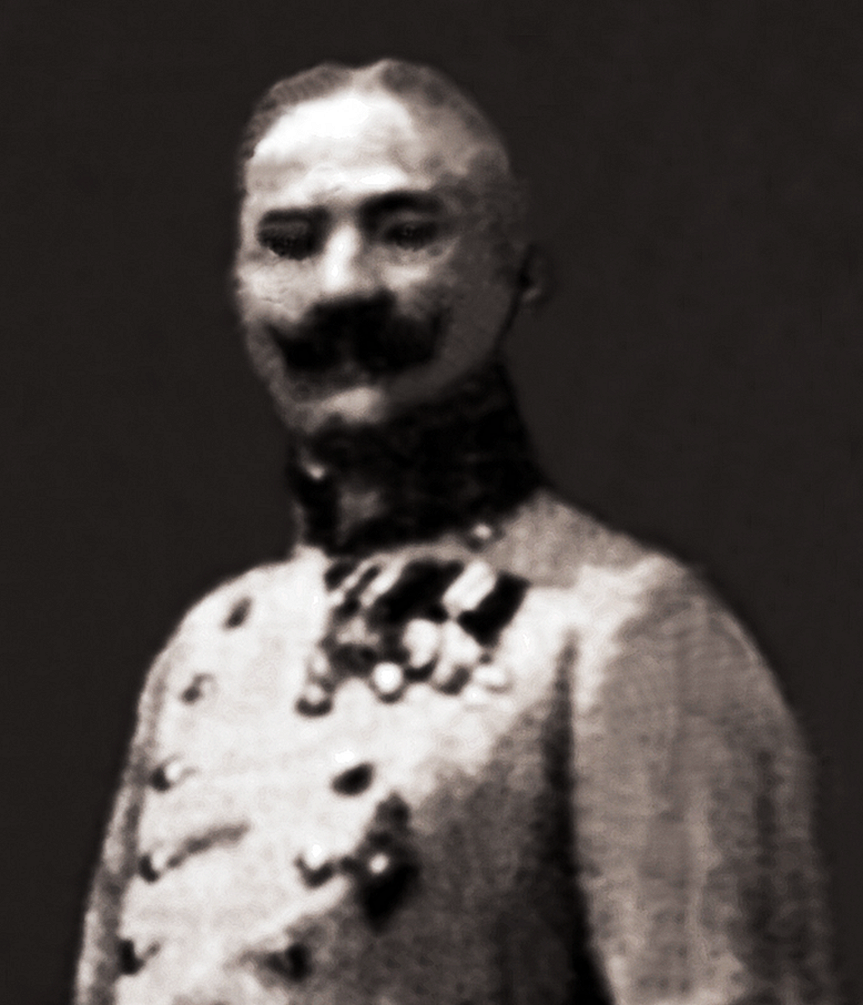
General Dionysius Florianu

Dionysius Florianu von Oltrákovicza, rumänisch: Dionisie Florianu de Olt-Racovița, (* 3. Mai 1856 in Rakowitz, Österreich-Ungarn; † 13. Juli 1921 in Wien) war ein rumänischstämmiger k. u. k. Generalmajor, sodann königlich rumänischer Divisionsgeneral rumänischer Abstammung.

## Herkunft und Familie

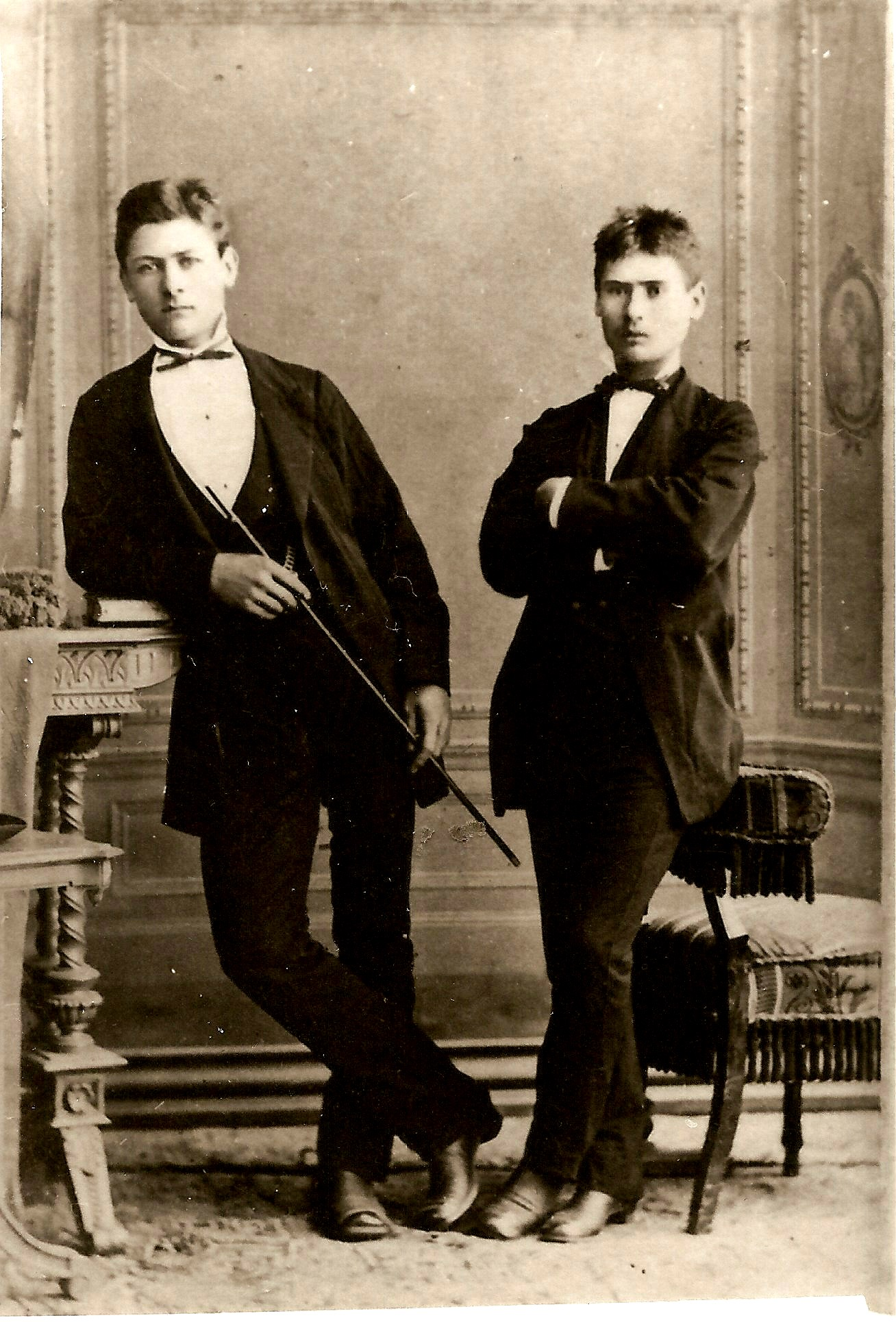
Dionysius und Aurel Florianu

Dionysius entstammte einer alteingesessenen Familie aus Birthälm, aus der zahlreiche griechisch-katholische Priester hervorgegangen waren, zu der auch der Historiker und Romanist Florian Aaron gehörte.
Er war ein Sohn des unierten Erzpriesters Petru Florianu (1828–1895) aus der am 8. Mai 1855 geschlossenen Ehe mit Ana (* 1838), Tochter des Erzpriesters Ioan Mihălțan sowie Enkel des Pfarrers von Biertan Petru Flore(a) (1791–1869). Sein Vater ließ den Familiennamen von Flore(a) in Florianu ändern. Der spätere Offizier hatte fünf Brüder, darunter Aurel 1858–1917, Professor für Theologie am Priesterseminar in Blasendorf, Erzpriester und Militärseelsorger sowie den Erzpriester Valeriu (1864–1946). Dionysius war mit der Wienerin Marianne Wiehart verheiratet.

## Biographie

### In Österreich-Ungarn

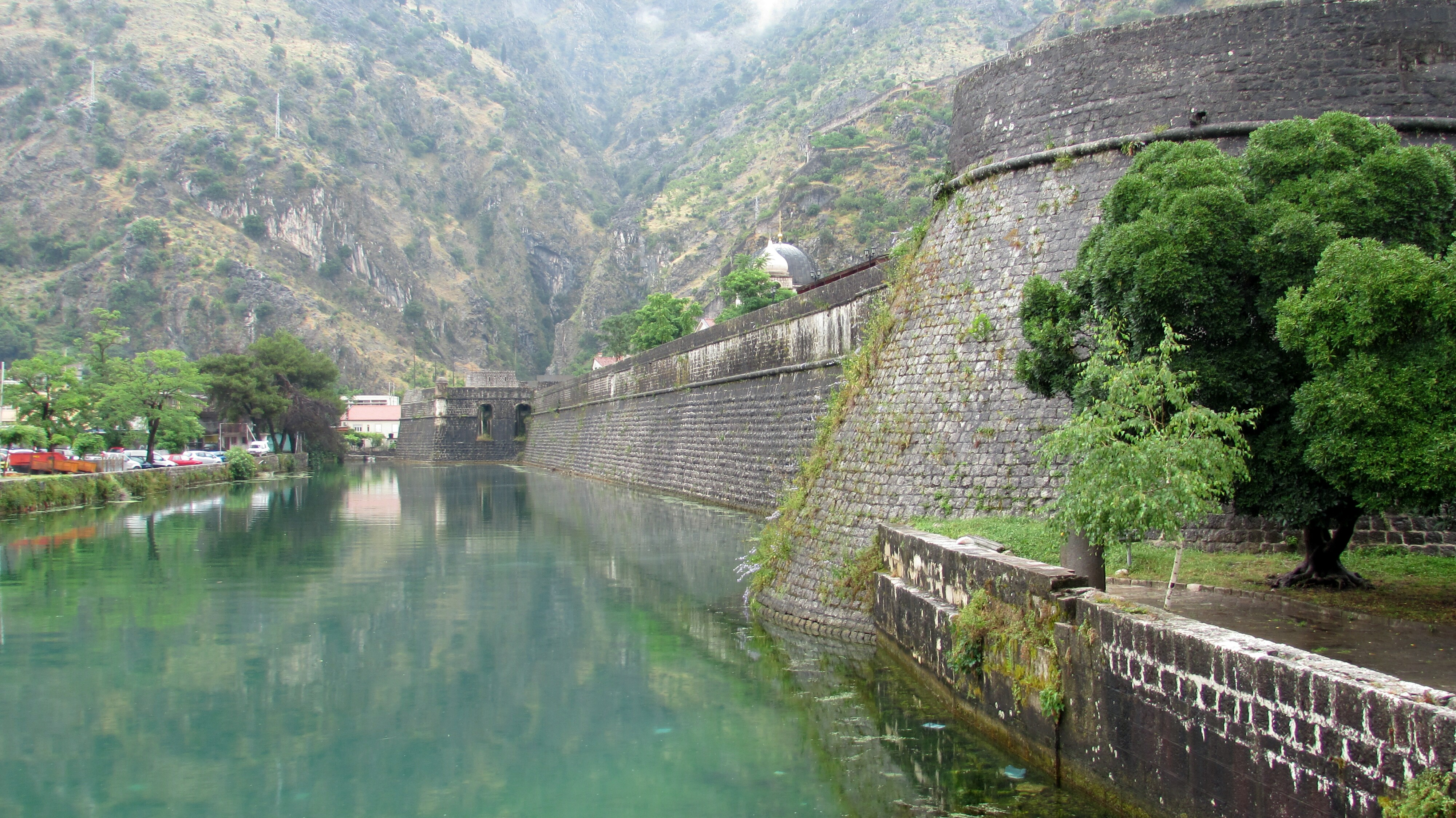
Kotor, Stadtmauer

Florianu besuchte nach Abschluss der uniert-konfessionellen Grundschule im Ort das Gymnasium in Blaj, wo er 1876 sein Abitur mit hervorragenden Ergebnissen ablegte. Er entschied sich entgegen der Familientradition für eine militärische Laufbahn.
Nach dem Absolvieren der Kadettenschule beim Infanterieregiment Nr. 31 in Hermannstadt wurde er 1879 als Unterleutnant zum Infanterieregiment Nr. 50 in Weißenburg übersetzt, wo er am 1. November 1881 zum Leutnant, sodann 1887 zum Oberleutnant befördert wurde. Im Jahr 1893 war er Hauptmann 2. Klasse beim Infanterieregiment Nr. 85 in Leutschau.
Als Hauptmann 1. Klasse war er zwischen 1900 und 1902 Kompaniechef in Marmaroschsiget und nachdem er 1906 zum Major avanciert war, bis 1910 Bataillonskommandant im Infanterieregiment Nr. 33 in Arad. Zum Oberstleutnant im Generalstab vorgerückt, bekleidete er das Amt zur Fehlersuche bei Munition und Bewaffnung, auch war er Kommandant des Verteidigungsbezirks Crivosije in Dalmatien.
Anfang 1914 war Florianu Oberst und Militärstationskommandant von Cattaro. Da er sich kurz nach Ausbruch des Ersten Weltkriegs als Kommandant des Infanterieregiments Nr. 33 eine schwere Kriegsverletzung zugezogen hatte und nicht einmal mehr für den Landsturm als tauglich eingestuft worden war, wurde er zum 1. November 1914 und unter Verleihung des Ordens der Eisernen Krone 3. Klasse (KD.) in den Ruhestand versetzt, bald darauf jedoch reaktiviert und beim Generalkommando in Leitmeritz als Inspektor des Maschinenbaukorps im Ressort für Landminen eingesetzt.
Am 20. November 1917 erhielt er den Titel und Charakter eines Generalmajors. Kaiser Karl I. erhob den Träger des Offizierskreuzes des Kaiserlich-Österreichischen Franz-Joseph-Ordens 1918 in den Adelsstand mit dem Prädikat „von Oltrákovicza“. Nach dem Niedergang der Donaumonarchie wurde er zum 1. Dezember 1918 endgültig pensioniert.

### Im Königreich Rumänien
Anfang 1919 wurde Florianu in Rumänien in den Rang eines Divisionsgenerals erhoben. Zusammen mit anderen hohen rumänischen Offizieren aus den Reihen der ehemaligen österreichisch-ungarischen Armee, nahm an der Umstrukturierung der rumänischen Armee in Siebenbürgen teil. Er war dann unter anderem stellvertretender Leiter der militärischen Sektion innerhalb des Leitenden Rates von Siebenbürgen, Banat und der rumänischen Provinzen in Ungarn unter Führung von Iuliu Maniu in Sibiu und wurde mit dem Komturkreuz des Ordens der Krone von Rumänien ausgezeichnet.
Neben seinen militärischen Aufgaben engagierte sich der General auch im Kulturbereich. So war er von 1919 bis 1921 Mitglied des Administrationskomitees für den Schulfonds des früheren Grenzregiments in Orlat, aber auch bei ASTRA, einer Gesellschaft für Literatur und Kultur des rumänischen Volkes in Transsylvanien. Im Jahr 1921 war er Präsident der Lotteriekommission dieses Kulturforums. In dieser Eigenschaft pflegte er auch enge Beziehungen zu dem tschechischen Schriftsteller Jan Urban Jarník, den er schon vor langer Zeit, noch während seines Militärdienstes in den verschiedenen Garnisonen, kennengelernt hatte.
Er verstarb unerwartet bei einem Familienbesuch in Wien, wo er auch beerdigt wurde.